# Гунхильда Датская
Гунхильда Датская (нем. Gunhild von Dänemark; около 1020 — 18 июля 1038, Священная Римская империя) — германская королева, первая супруга германского короля Генриха III, позже ставшего императором Священной Римской империи.

## Биография

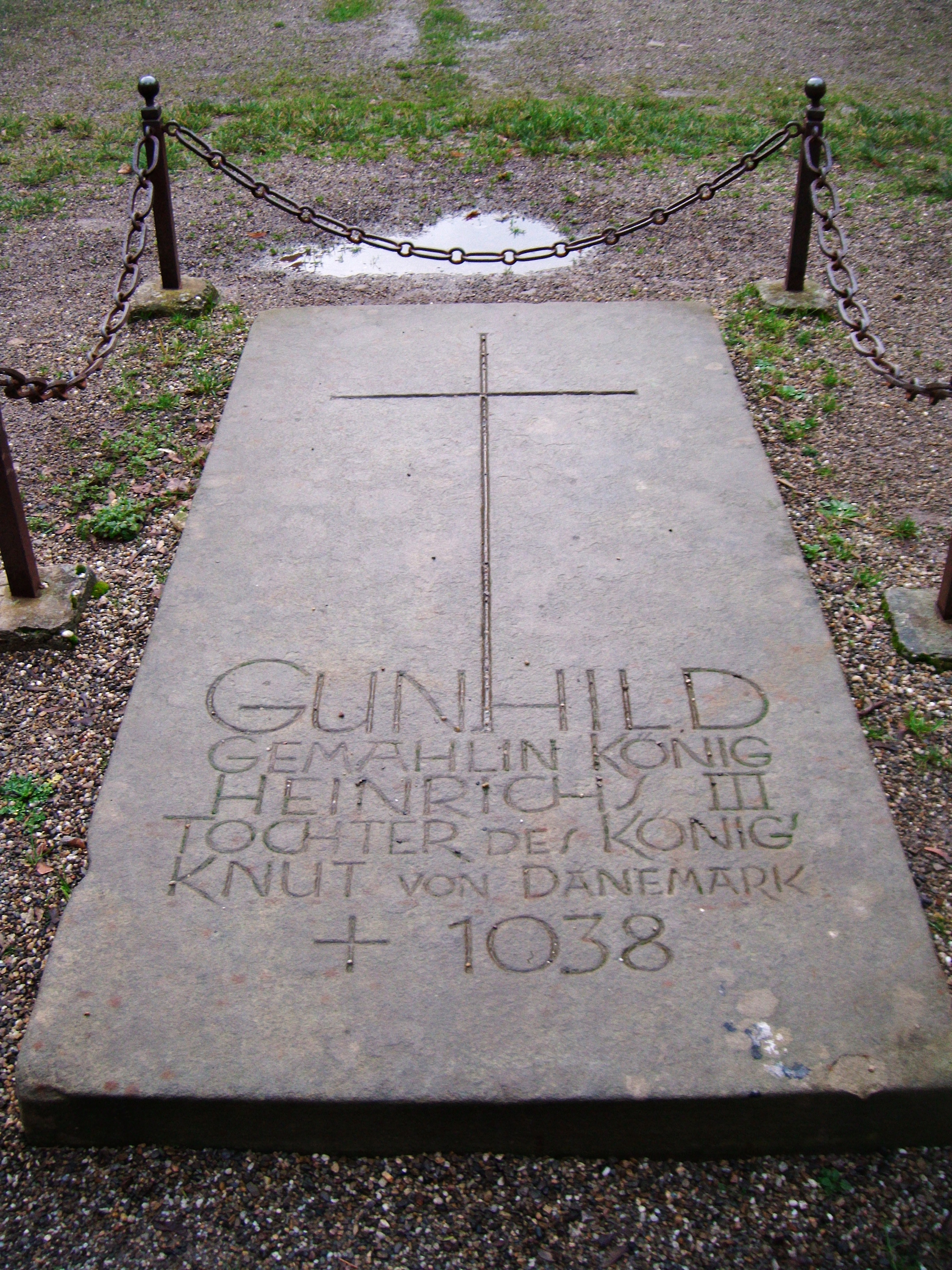
Могила Гунхильды Датской в Лимбургском монастыре

Гунхильда была дочерью англо-датского короля Кнуда Великого и его второй супруги Эммы Нормандской. В возрасте шести лет, в конце 1025 года, она стала заложницей, обеспечивающей мирные отношения между её отцом и императором Священной Римской империи Конрадом II. В этом качестве она приехала к германскому императорскому двору.
В мае 1035 года состоялось обручение Гунхильды с наследником имперского престола Генрихом III и на Троицу 1036 года они обвенчались в Неймегене. На свадьбу прибыло посольство во главе с её братом, королём Хардекнудом, унаследовавшим датский трон их отца. В конце 1037 года или в начале 1038 года Гунхильда родила в Италии дочь Беатрис. Вскоре после родов королева скончалась, заразившись малярией. Тело её было перевезено в Лимбургский монастырь (ныне черта города Бад-Дюркхайм) и там похоронено. Могила Гунхильды, среди развалин монастыря, сохранилась до наших дней.